# 被稱為廢物的原英雄，被家裡流放後隨心所欲地活下去
《被稱為廢物的原英雄，被家裡流放後隨心所欲地活下去》是紅月伸創作的日本輕小說系列，2018年1月26日至2019年6月6日起，於小說投稿網站成為小說家吧上連載。實體書版由2018年10月10日起經TO Books（TOブックス）出版，擔綱插畫。改編漫畫由2018年12月起，於網絡漫畫平台「comic Corona」（comicコロナ）上連載，漫畫家是。2023年6月20日，宣佈將獲改編為電視動畫，動畫製作公司是Studio DEEN和Marvy Jack，主角阿倫由蒼井翔太聲演。

## 登场人物
亞倫・威斯特菲爾德／阿倫・韋斯特費爾特（聲：蒼井翔太）
前韋斯特費爾特公爵的嫡長子。由於無法接受神明的祝福，十五年來等級都只停留在一級，他被視為「廢物」被父親克雷格逐出韋斯特費爾特家。前世為拯救異世界的英雄，仍然保留著強大的力量。借着被流放的机会，帶著前世的記憶和力量，奔向了充滿自由氣息的旅途，今世的目標是過著平靜的生活。
莉茲・阿多阿斯泰拉（聲：栗坂南美）
阿多阿斯泰拉王國第一公主。阿倫的前未婚妻。她與被韋斯特費爾特公爵流放的阿倫重聚，最終兩人一起旅行。擁有「明智」的天賦，這使得克雷格和他的兒子布雷特，將她視為對他們計劃的威脅，並策劃消滅她，但阿倫的介入破壞了他們的計劃。
貝阿特麗斯・阿萊里多（聲：潘惠美）
莉茲的專屬護衛，有着王国最强的实力。擁有防禦系天賦“騎士”，是冒險者們所仰慕的對象。
阿吉菈・卡薩拉基（聲：伊瀨茉莉也）
性格豪爽、有男子氣概的個性，不擅長記住別人的名字。擁有這一代人僅有一人的天賦「勇者」的女性。
諾艾爾・萊昂哈特（聲：雨宮天）
居住在偏遠的邊境地區的精靈鐵匠。擁有名為「精靈王之眼」的天賦。技藝超一流。和莉兹是朋友关系。被一位名叫凡妮莎的女矮人鐵匠收養，並教她如何鍛造武器。當她被霍勒斯控制的芬里爾攻擊時，她失去了老師。在遇見阿倫後，諾艾爾決定修復他的劍，證明這把劍比任何神劍都更強大。擁有鍛造和修復神劍的能力，被惡魔視為威脅。
安莉艾特（聲：鬼頭明里）
鄰國林克維斯特侯爵家的當家，會用一種獨特的語氣說話。她知道阿倫的前世。前世讓他成為了英雄，成為了神的使徒。當阿倫被背叛走向滅亡時，她也在場，並將阿倫轉生到了下一個世界。然而她擔心同樣的事情再次發生，於是也一起轉生。
米蕾奴（聲：愛美）
旅途中遇到的异能的亞馬遜女戰士。當霍勒斯摧毀了她的家鄉時，她被他奴役了。她奉命刺殺莉茲，但被貝阿特麗斯阻止。擺脫奴隸身分後，諾艾爾收留米蕾奴作為她的助手。
娜迪亞・本迪克斯
來自邊境小鎮的公會小姐。
阿爾弗雷德・貝弗斯坦（聲：KENN）
莉茲的叔叔。在乘坐馬車旅行時，他為保護莉茲而遭到怪物襲擊而身亡。
愛德華・戈托戈爾
阿多阿斯泰拉王國第一騎士團團長。
克雷格・韋斯特費爾特（聲：子安武人）
阿倫和布雷特的父親。因為長子沒有得到任何神明的祝福而將其逐出家庭。天生具有預見未來的天賦，但無法阻止失去妻子，因此他試圖透過與惡魔結盟來反抗教會，因為他相信惡魔正在透過天賦來控制人們。他與惡魔合謀製造暗殺事件，但由於阿倫的介入而失敗，他被對方親自擊敗。
布雷特・韋斯特費爾特（聲：逢坂良太）
阿倫的弟弟。下一任韋斯特費爾特的一家之主。他鄙視除了自己和父親之外的所有人。他幫助父親與惡魔結盟，並企圖發動政變。被阿倫擊敗後，布雷特被剝奪繼承權並入獄。
柯蒂斯（聲：子安光樹）
自稱安莉艾特弟弟的男孩。
霍勒斯（聲：大塚芳忠）
為惡魔效力的神秘男子，破壞了米蕾奴的家園，將她收為奴隸。他被克雷格僱用去刺殺莉茲和阿吉菈，由於阿倫的介入，他的計劃失敗了。後來試圖用芬里爾殺死諾艾爾，被阿倫及時阻止，他試圖逃跑通知克雷格，但被阿倫抓住並殺死。
旁白

## 電視動畫

### 主題曲
片頭曲

演唱：蒼井翔太，作詞、作曲：綿貫直行、編曲：綿貫直行、佐藤厚仁
片尾曲

演唱：愛美，作曲、作詞、編曲：Three

### 各話列表
| 話數 | 日文標題 | 中文標題               | 劇本                  | 分鏡                  | 演出       | 作畫監督                                                                                               | 總作畫監督 | 首播日期      |
| ---- | -------- | ---------------------- | --------------------- | --------------------- | ---------- | --- | ---------- | ------------- |
| 1    |          | 流放                   | 池田臨太郎            | 古賀一臣              | 古賀一臣   | 武志鵬、                                                                                               | 細田沙織   | 2024年 4月2日 |
| 2    |          | 聖劍的鍛造師           | 池田臨太郎            | 西本由紀夫            | 上田茂     | 阿毛、 、 、徐蘭、長城動画                                                                             | 細田沙織   | 4月9日        |
| 3    |          | 志氣與覺悟             | 池田臨太郎            | 渡邊慎一              | 栗山美秀   | 龜谷響子、山中和泉、BigOwl                                                                             | 細田沙織   | 4月16日       |
| 4    |          | 降靈祭                 | 大草芳樹              | 渡邊慎一              | 吉田俊司   | 、张婷、王海、张敏、孟习、瑞木晶                                                                       | 武志鵬     | 4月23日       |
| 5    |          | 狂亂的開幕             | 大草芳樹              | 所俊克                |            | 、林志豪、 明光、龍光、慧敏、studio cat、王家涵                                                        | 武志鵬     | 4月30日       |
| 6    |          | 憎惡的盡頭             | 大草芳樹              | 古賀一臣              | 古賀一臣   | 西田美彌子、 龜谷響子、                                                                                | 高粱相子   | 5月7日        |
| 7    |          | 帝國的侯爵千金         | 池田臨太郎            | 渡邊慎一              | 栗山美秀   | 武志鵬、萩原旭、日影工房                                                                               | 細田沙織   | 5月14日       |
| 8    |          | 妖精王                 | 大草芳樹、 池田臨太郎 |                       | 吉田俊司   | 龜谷響子、王海龍、吳蘭、徐蘭 櫻井拓郎、葛歡、葛玉東                                                    | 武志鵬     | 5月21日       |
| 9    |          | 惡魔的烙印             | 池田臨太郎            | 影山楙倫              | 渡邊正彦   | 孙振亮、薛雨欣、猫毛、味增拉面、梦润 欧文莹侠、覃启若、叶昌、李健、袁恒锐                              | 高梁相子   | 5月28日       |
| 10   |          | 求救之聲               | 池田臨太郎            | 渡邊慎一              |            | 、仲金、季亞晨、王家涵、葛玉東 徐蘭、阿肆、Winchester、吳存、趙小川 徐超、陳玲玲、蒋海華、周健、BigOwl | 武志鵬     | 6月4日        |
| 11   |          | 困惑的原英雄           | 池田臨太郎            | 深谷由里香、 古賀一臣 | 深谷由里香 | BigOwl、星山企畫、申羅羅                                                                               | 武志鵬     | 6月11日       |
| 12   |          | 原英雄隨心所欲地活下去 | 池田臨太郎            | 影山楙倫              | 末本潤一   | 慧敏、明光、鑫月 星野園、役拿單、葛玉東、徐蘭 、長城動画                                               | 武志鵬     | 6月18日       |

### BD＆DVD
| 卷數 | 發行日期      | 收錄話數       | 規格編號  | 規格編號  |
| 卷數 | 發行日期      | 收錄話數       | BD BOX    | DVD BOX   |
| ---- | ------------- | -------------- | --------- | --------- |
| 上   | 2024年7月26日 | 第1話 - 第6話  | KWXA-3105 | KWBA-3107 |
| 下   | 2024年8月30日 | 第7話 - 第12話 | KWXA-3106 | KWBA-3108 |

## 外部連結
- 成為小說家吧官方網站（日語）
- 漫畫連載網站（日語）
- 電視動畫官方網站（日語）
- 電視動畫官方的X（前Twitter）（日語）